# Juliane Seyfarth
Juliane Seyfarth (Eisenach, 19 de abril de 1990) es una deportista alemana que compite en salto en esquí. Ganó tres medallas en el Campeonato Mundial de Esquí Nórdico, en los años 2019 y 2025.

## Palmarés internacional
| Campeonato Mundial | Campeonato Mundial  | Campeonato Mundial | Campeonato Mundial |
| Año                | Lugar               | Medalla            | Prueba             |
| ------------------ | ------------------- | ------------------ | ------------------ |
| 2019               | Seefeld (Austria)   | Medalla de oro     | TN por equipo      |
| 2019               | Seefeld (Austria)   | Medalla de oro     | TN equipo mixto    |
| 2025               | Trondheim (Noruega) | Medalla de bronce  | TN por equipo      |